# 20 мая
20 мая — 140-й день года (141-й в високосные годы) по григорианскому календарю.
До конца года остаётся 225 дней.
До 15 октября 1582 года — 20 мая по юлианскому календарю, с 15 октября 1582 года — 20 мая по григорианскому календарю.
В XX и XXI веках соответствует 7 мая по юлианскому календарю.

## Праздники и памятные дни
См. также: Категория:Праздники 20 мая

### Международные
- ООН — Всемирный день пчёл[2].
- Всемирный день метрологии.

### Национальные
- Восточный Тимор — День независимости (от Индонезии, 2002).
- Индонезия — День национального пробуждения (1908).
- Камбоджа — День праведного гнева.
- Камерун — День провозглашения унитарного государства (1972).
- Саудовская Аравия — День независимости (от Великобритании, 1927).

### Религиозные
Православие
- Воспоминание явления на небе Креста Господня в Иерусалиме (351)[5];
- мученика Акакия сотника (303);
- 20 мая 1072 года — князья Ярославичи совместно организовали торжества перенесения мощей святых Бориса и Глеба[6];
- преподобного Нила Сорского (1508);
- преподобных Иоанна Зедазнийского и учеников его:
  - Авива, епископа Некресского (Кахетинского), Антония, столпника Марткопского, Давида Гареджийского, Зенона (Зинона) Икалтойского, Фаддея Степанцминдского, Исе (Иессея), епископа Цилканского, Иосифа, епископа Алавердского, Исидора Самтавийского, Михаила Улумбийского, Пирра Бретского, преподобного Стефана Хирского[7] и Шио (Симеона) Мгвимского (VI в.) (Грузинская православная церковь);
- обре́тение мощей преподобного Нила Мироточивого, Афонского (1815);
- празднование в честь икон Божией Матери:
  - Любечской (XI в.);
  - Жировицкой (1470).

 Католицизм
- Память святого Бернардина Сиенского (день рекламистов и сотрудников пресс-служб)

### Именины
- Католические: Бернард, Василий.
- Православные: Антон, Иван, Михаил, Степан.

## События
См. также: Категория:События 20 мая

### До XVIII века
- 325 — формальное открытие Никейского собора.
- 685 — битва при Нехтансмере: победа пиктов над англами, погиб король Нортумбрии Эгфрит.
- 1202 — землетрясение в Сирии.
- 1217 — Первая баронская война: битва при Линкольне
- 1293 — король Кастилии Санчо IV учредил Мадридский университет Комплутенсе (Estudio de Escuelas de Generales) в Алькала-де-Энаресе.
- 1449 — битва при Алфарробейре в Португалии.
- 1474 — рухнул незавершённый Успенский собор в Московском Кремле, возводимый мастерами Кривцовым и Мышкиным[8].
- 1498 — португальский мореплаватель Васко да Гама первым из европейcких мореплавателей прибыл в Индию, обогнув Африку.
- 1521 — Игнатий де Лойола тяжело ранен в битве за Памплону.
- 1536 — в Новгороде отлит колокол для новгородского Софийского собора. [источник?]
- 1570 — в Антверпене картограф Абрахам Ортелиус разработал прототип современного атласа, состоявший из 53 карт большого формата.
- 1631 — Тридцатилетняя война: войска Священной Римской империи взяли Магдебург и устроили резню.

### XVIII век
- 1741 — Война за ухо Дженкинса: завершилась осада Картахены.
- 1742 — Семён Челюскин на собачьих упряжках достиг северной оконечности Евразии — мыса, позже названного его именем (мыс Челюскина)[9].
- 1756 — Семилетняя война: первое морское сражение на европейском театре военных действий[10].
- 1787 — основан город Екатеринослав (ныне — Днепр).
- 1795 — в Париже началось Прериальское восстание санкюлотов.

### XIX век
- 1801 — начался трёхнедельный военный конфликт между Испанией и Португалией, получивший название Апельсиновая война.
- 1813 — Война шестой коалиции: сражение при Бауцене
- 1831 — сражение при Атлы-Боюне в рамках Шамхальского восстания[11]. Победа мюридов Гази-Мухаммеда и восставших кумыков над русским отрядом под командованием Таубе[11][12].
- 1840 — сильный пожар в Йоркском соборе.
- 1859 — Австро-итало-французская война: битва при Монтебелло.
- 1861 — Гражданская война в США: штат Кентукки объявил о нейтралитете, который продлился до 3 сентября, когда на территорию штата вошли войска КША.
- 1862 — в США принят Закон о земельных наделах (Гомстед-акт), согласно которому все граждане страны стали наделяться практически бесплатными наделами земли в 65 га.
- 1873
  - В Санкт-Петербурге публично продемонстрирована работа электрической лампы для уличного освещения, созданной русским электромехаником Александром Лодыгиным[13].
  - Фирма Levi Strauss & Co. получила лицензию на единоличное право производства брюк с заклёпками на карманах. Это официальная дата дня рождения джинсов.
- 1875 — в Париже 17 государствами подписана «Метрическая конвенция».
- 1882 — заключение Тройственного союза между Германией, Австро-Венгрией и Италией против Франции и России.
- 1883 — началось извержение вулкана Кракатау, одно из наиболее разрушительных в мировой истории. Продолжалось до 21 октября.
- 1891 — изобретатель Томас Эдисон показал общественности кинетоскоп, машину движущегося изображения[14].
- 1895 — в Нью-Йорке прошёл первый коммерческий просмотр фильма (зрителям показали 4-минутную ленту о боксёрском поединке).
- 1897 — Владимир Ульянов (Ленин) прибыл в ссылку в Шушенское.
- 1899 — основано Американское физическое общество.
- 1900 — открытие II Олимпийских игр во Франции.

### XX век
- 1902 — официально провозглашено создание Кубинской республики, в Гаване поднят национальный флаг (вместо флага США), началась эвакуация американских войск. Вновь избранный президент Кубы Томас Эстрада Пальма принёс присягу.
- 1908 — в Индонезии основана первая национальная организация Буди Утомо («Высокая цель»), которая вначале преследовала только культурно-просветительские цели. Позже это событие стало отмечаться как День национального пробуждения.
- 1911 — соглашение китайского правительства с банковским консорциумом Англии, Франции, Германии и США о передаче строительства железных дорог в руки иностранного капитала.
- 1916 — жители канадского города Берлин (провинция Онтарио) в связи с войной против Германии приняли решение о переименовании своего города в Китченер.
- 1921
  - Германия и Китай восстановили дипломатические отношения.
  - На территории Тамбовской губернии образовалась Временная Демократическая Республика Тамбовского Партизанского Края.
- 1922 — В. И. Ленин поручил Ф. Э. Дзержинскому подготовить план высылки за границу «контрреволюционных» писателей.
- 1926 — Конгресс США принял Закон о гражданской авиации, возлагающий на Министерство торговли выдачу лицензий пилотам и на воздушные суда.
- 1927
  - Великобритания признала независимость Саудовской Аравии.
  - Стартовал первый беспосадочный трансатлантический перелёт, совершенный американским лётчиком Чарлзом Линдбергом (длился по 21 мая).
- 1932 — на собрании писательского актива СССР впервые введён термин «социалистический реализм».
- 1939 — компания «Пан Американ» начала доставку авиапочты через Атлантический океан.
- 1941 — Вторая мировая война: вермахт начал захват острова Крит.
- 1948 — инаугурация Чан Кайши после победы на президентских выборах в Китайской республике.
- 1954
  - Билл Хейли выпустил свой знаменитый сингл «Rock Around the Clock».
  - Принято Постановление Совета Министров СССР о создании межконтинентальной баллистической ракеты Р-7, способной нести термоядерное взрывное устройство.
- 1956 — на атолле Бикини в 5:51 по местному времени США произвели первый сброс с самолёта термоядерной бомбы (испытание Чероки).
- 1960 — начались заводские испытания спортивного реактивного самолёта Як-30.
- 1964 — первый полёт сельскохозяйственного самолёта Ан-2М.
- 1965
  - Катастрофа Boeing 720 под Каиром (Египет), погиб 121 человек.
  - Открыт аэровокзальный комплекс аэропорта Домодедово.
- 1967
  - Би-би-си запретила транслировать песню группы The Beatles A Day in the Life из-за имеющихся в словах песни намёков на использование наркотиков.
  - В ДР Конго основано Народное движение революции.
- 1969 — Война во Вьетнаме: тактической победой американцев завершилось сражение за высоту «Гамбургер».
- 1970
  - В Лондоне и Ливерпуле прошла премьера фильма The Beatles Let It Be.
  - Мао Цзэдун призвал к началу мировой революции против американского империализма.
- 1971 — Война за независимость Бангладеш: резня в Чукнагаре, пакистанские военные убили около 10 тыс. бенгальцев.
- 1972 — референдум в Камеруне преобразовал страну из федеративной республики в унитарную.
- 1977 — первый полёт советского истребителя четвёртого поколения Су-27.
- 1980 — на референдуме в канадской провинции Квебек 59,56 процента избирателей высказались против отделения от Канады.
- 1983 — в журнале Science вышла статья об открытии вируса иммунодефицита человека, вызывающего СПИД.
- 1989 — советский лётчик Александр Зуев угнал истребитель МиГ-29 в Турцию.
- 1990 — 60-летний Ион Илиеску, представлявший Фронт национального спасения, одержал уверенную победу на президентских выборах в Румынии.
- 1991 — в СССР принят закон о порядке въезда и выезда советских граждан за рубеж. Снятие ограничений с загранпоездок.

### XXI век
- 2002 — международное признание независимости Восточного Тимора.
- 2003
  - Первый полёт частного управляемого космического корабля «SpaceShipOne».
  - Святой Престол выпустил в свет словарь современного латинского языка. В него были добавлены такие понятия, как видеотелефон, Интерпол, ФБР, бестселлер и многие другие слова, о которых древние римляне не имели представления.
- 2009 — катастрофа C-130 под Мадиуном в Индонезии.
- 2013 — торнадо в Муре, Оклахома, 24 погибших, более 350 пострадавших.
- 2019 — Владимир Зеленский сменил Петра Порошенко на посту президента Украины.
- 2022 — Россия захватила украинский город Мариуполь в ходе вторжения России на Украину.
- 2023 — Россия захватила украинский город Бахмут в ходе вторжения России на Украину.

## Родились
См. также: Категория:Родившиеся 20 мая

### До XIX века
- 1315 — Бонна Люксембургская (ум. 1349), герцогиня Нормандии.
- 1444 — Донато Браманте (при рожд. Донато ди Паскуччо д’Антонио; ум. 1514), итальянский архитектор, основоположник архитектуры Высокого Возрождения (храм Святого Петра, Бельведер в Ватикане и др.).
- 1470 — Пьетро Бембо (ум. 1547), итальянский гуманист, кардинал, учёный и поэт («Азоланские беседы» и др.).
- 1533 — Иероним Фабриций (ум. 1619), итальянский анатом и хирург.
- 1759 — Уильям Торнтон (ум. 1828), английский и американский архитектор, врач, художник, изобретатель, автор проекта здания Капитолия в Вашингтоне.
- 1772 — сэр Уильям Конгрив, 2-й баронет (ум. 1828), английский изобретатель, пионер ракетного оружия.
- 1789 — Иван Жиркевич (ум. 1848), российский военачальник, писатель-мемуарист и государственный деятель.
- 1794 — Педро Мария Анайя (ум. 1854), мексиканский военный, президент Мексики.
- 1799 — Оноре де Бальзак (ум. 1850), французский писатель, классик мировой литературы.

### XIX век
- 1806 — Джон Стюарт Милль (ум. 1873), английский философ-позитивист, экономист и общественный деятель, идеолог либерализма («Система логики», «Основания политэкономии» и др.).
- 1818 — Эдуард Тотлебен (ум. 1884), российский военный деятель, инженер-генерал.
- 1822 — Фредерик Пасси (ум. 1912), французский экономист и политик, лауреат первой Нобелевской премии мира (1901).
- 1830 — Эктор Мало (ум. 1907), французский писатель («Без семьи», «Ромен Кальбри» и др.).
- 1842 — Александр Воейков (ум. 1916), географ, метеоролог, путешественник, основоположник российской климатологии.
- 1851
  - Эмиль Берлинер (ум. 1929), немецко-американский изобретатель, создатель граммофона, микрофона и др.
  - Петрос Дурян (наст. фамилия Змбаян; ум. 1872), армянский поэт.
- 1860 — Эдуард Бухнер (ум. 1917), немецкий химик и биохимик, лауреат Нобелевской премии по химии (1907).
- 1864 — Василий Гурко (ум. 1937), русский военачальник, генерал от кавалерии, участник Первой мировой войны.
- 1873 — Серая Шапшал (ум. 1961), российский, польский и советский филолог, востоковед, профессор; караимский гахам.
- 1876 — Константин Коровко (ум. после 1923), российский аферист, возможный прототип подпольного миллионера Корейко из романа И. Ильфа и Е. Петрова «Золотой телёнок».
- 1882 — Сигрид Унсет (ум. 1949), норвежская писательница, лауреат Нобелевской премии (1928).
- 1888 — Николай Зиновьев (ум. 1979), живописец, основоположник искусства советского палеха, народный художник СССР.
- 1891 — Лев Никулин (наст. фамилия Ольконицкий; ум. 1967), русский советский писатель («России верные сыны» и др.), поэт, драматург, военный корреспондент.
- 1895 — Реджинальд Митчелл (ум. 1937), английский авиаконструктор, создатель истребителя «Спитфайр».
- 1899 — Александр Дейнека (ум. 1969), художник-монументалист, академик живописи, график, скульптор, народный художник СССР.

### XX век
- 1901 — Макс Эйве (ум. 1981), нидерландский шахматист и математик, 5-й чемпион мира по шахматам.
- 1906 — Джузеппе Сири (ум. 1989), итальянский кардинал.
- 1908 — Луи Дакен (ум. 1980), французский кинорежиссёр и актёр.
- 1908 — Джеймс Стюарт (ум. 1997), американский киноактёр, лауреат премии «Оскар».
- 1911 — Гарднер Фокс (ум. 1986), американский писатель.
- 1913:
  - Исаак Померанчук (ум. 1966), советский физик-теоретик, академик АН СССР.
  - Уильям Хьюлетт (ум. 2001), американский инженер, соучредитель компании Hewlett-Packard.
- 1915 — Моше Даян (ум. 1981), израильский военный и политический деятель.
- 1916 — Алексей Маресьев (ум. 2001), советский лётчик, Герой Советского Союза, прототип героя книги «Повесть о настоящем человеке».
- 1918 — Эдвард Льюис (ум. 2004), американский генетик, лауреат Нобелевской премии (1995).
- 1919:
  - Анатолий Абрамов (ум. 1998), советский инженер-механик, специалист по наземному оборудованию для ракетно-космической техники.
  - Николай Майоров (погиб в 1942), русский советский поэт-фронтовик.
- 1921 — Вольфганг Борхерт (ум. 1947), немецкий писатель, драматург и поэт.
- 1923 — Надин Гордимер (ум. 2014), южноафриканская англоязычная писательница, лауреат Нобелевской премии (1991).
- 1925 — Алексей Туполев (ум. 2001), советский и российский авиаконструктор, академик, Герой Социалистического Труда.
- 1928 — Илларион Голицын (ум. 2007), живописец, график и скульптор, заслуженный художник РСФСР.
- 1935 — Хосе Мухика (ум. 2025),  уругвайский политик, президент Уругвая (2010—2015).
- 1937 — Николай Калинин (ум. 1974), советский кинорежиссёр.
- 1938
  - Игорь Васильев (ум. 2007), советский и российский актёр театра и кино, народный артист РФ.
  - Эпштейн, Гиора (известен как Эвен; ум. 2025), бригадный генерал Военно-воздушных сил Израиля, наиболее результативный лётчик-истребитель в истории арабо-израильского конфликта.
- 1939 — Роман Карцев (урожд. Роман Кац; ум. 2018), советский и российский артист эстрады, театра и кино, народный артист РФ.
- 1943 — Аль Бано (наст. имя Альбано Карризи), итальянский эстрадный певец.
- 1944:
  - Йозеф Бенц (ум. 2021), швейцарский бобслеист, олимпийский чемпион (1980), трёхкратный чемпион мира.
  - Джо Кокер (ум. 2014), британский блюз- и рок-певец.
- 1945 — Виктор Луферов (ум. 2010), советский и российский поэт, бард, композитор, музыкант.
- 1946 — Шер (наст. имя Шерилин Саркисян), американская певица и актриса армянского происхождения, обладательница премий «Оскар», «Грэмми», «Золотой глобус».
- 1948:
  - Михаил Веллер, русскоязычный писатель, журналист, философ.
  - Александр Тимошинин (ум. 2021), советский спортсмен, двукратный олимпийский чемпион по академической гребле.
- 1952 — Роже Милла, камерунский футболист, самый возрастной автор гола в истории чемпионатов мира.
- 1954 — Владимир Смирнов (ум. 1982),  советский рапирист, олимпийский чемпион (1980).
- 1955:
  - Крымбек Кушербаев, казахстанский государственный и политический деятель.
  - Збигнев Прайснер, польский композитор, кинокомпозитор.
- 1956
  - Борис Акунин (наст. имя Григорий Чхартишвили), российский писатель, литературовед, переводчик, учёный-японист.
  - Ингвар Амбьёрнсен (ум. 2025), норвежский писатель.
- 1957 — Луселия Сантус, бразильская актриса, исполнительница главной роли в сериале «Рабыня Изаура».
- 1958 — Алексей Гуськов, советский и российский актёр театра, кино и дубляжа, сценарист, продюсер, народный артист РФ.
- 1959 — Израэль Камакавивооле (ум. 1997), гавайский музыкант, активист движения за независимость.
- 1960 — Тони Голдуин, американский актёр, режиссёр, сценарист и продюсер.
- 1962 — Александр Дедюшко (погиб в 2007), советский и российский актёр театра и кино.
- 1967:
  - Гоша Куценко, российский актёр, кинорежиссёр, сценарист, продюсер, певец, заслуженный артист РФ.
  - Патрик Ортлиб, австрийский горнолыжник, олимпийский чемпион и чемпион мира.
- 1968 — Тимоти Олифант, американский актёр.
- 1972:
  - Баста Раймс (наст. имя Тревор Джордж Смит-мл.), американский рэп-исполнитель, продюсер и актёр.
  - Майкл Даймонд, австралийский стрелок, двукратный олимпийский чемпион.
- 1974 — Олеся Судзиловская, советская и российская актриса театра, кино и телевидения, телеведущая, заслуженная артистка РФ (2024).
- 1975 — Шура (настоящее имя Александр Медведев), российский эстрадный певец и автор песен.
- 1976 — Вирпи Куйтунен, финская лыжница, 6-кратная чемпионка мира.
- 1978 — Нильс Шуман, немецкий бегун, олимпийский чемпион на дистанции 800 метров (2000).
- 1981 — Икер Касильяс, испанский футбольный вратарь, чемпион мира (2010) и Европы (2008, 2012).
- 1982:
  - Наталья Подольская, белорусская и российская поп-певица.
  - Петр Чех, чешский футбольный вратарь, бронзовый призёр чемпионата Европы (2004).
- 1983 — Оскар Кардосо, парагвайский футболист.
- 1985 — Крис Фрум, британский велогонщик, 4-кратный победитель Тур де Франс.
- 1986 — Стефан Мбиа, камерунский футболист.
- 1992:
  - Джек Глисон, ирландский актёр.
  - Энес Кантер Фридом, американский баскетболист.
  - Кейт Кэмпбелл, австралийская пловчиха, 4-кратная олимпийская чемпионка, многократная чемпионка мира.

## Скончались
См. также: Категория:Умершие 20 мая

### До XIX века
- 1506 — Христофор Колумб (р. 1451), испанский мореплаватель и первооткрыватель.
- 1648 — Владислав IV (р. 1595), король польский и великий князь литовский (с 1633).
- 1755 — Иоганн Георг Гмелин (р. 1709), немецкий путешественник, естествоиспытатель, академик Петербургской Академии наук.
- 1793 — Шарль Бонне (р. 1720), швейцарский естествоиспытатель и философ.

### XIX век
- 1831
  - Анри Грегуар (р. 1750), французский епископ, деятель Великой французской революции.
  - Теодор Шмальц (р. 1760), немецкий юрист и публицист, первый ректор Берлинского университета.
- 1834 — Жильбер Лафайет (р. 1757), французский политический деятель.
- 1837 — Александр Балашов (р. 1770), российский государственный и военный деятель.
- 1864 — Степан Шевырёв (р. 1806), русский литературный критик, историк литературы, поэт.
- 1887 — казнён Александр Ульянов (р. 1866), российский революционер-народоволец, старший брат В. И. Ульянова (Ленина).
- 1894 — Эдмунд Ходжсон Йейтс (р. 1831), английский писатель, драматург.
- 1896 — Клара Шуман (р. 1819), немецкая пианистка, композитор, музыкальный педагог, жена Роберта Шумана.
- 1899 — Карлотта Гризи (р. 1819), итальянская балерина, первая исполнительница роли Жизели.

### XX век
- 1903 — Константин Станюкович (р. 1843), русский писатель.
- 1906 — Клара фон Глюмер (р. 1825), немецкая писательница, переводчица и педагог.
- 1940 — Карл Густав Вернер Фон Хейденстам (р. 1859), шведский поэт и романист, нобелевский лауреат по литературе (1916).
- 1945
  - Джузеппе Биази (р. 1885), итальянский художник и график.
  - Александр Ферсман (р. 1883), русский и советский геохимик и минералог, один из основоположников геохимии.
- 1948 — Джордж Бёрлинг (р. 1921), самый результативный канадский лётчик-ас Второй мировой войны.
- 1956 — Макс Бирбом (р. 1872), английский писатель, художник-карикатурист, книжный иллюстратор.
- 1958 — Варвара Степанова (р. 1894), русская советская художница: живописец, дизайнер, график, художник книги.
- 1969 — Николай Гаген (р. 1895), генерал-лейтенант, в 1941 г. — командир одной из первых советских гвардейских дивизий.
- 1973 — Миколас Вайткус (р. 1883), литовский поэт и драматург, католический священник.
- 1976
  - Ирина Зарубина (р. 1907), актриса театра и кино, народная артистка РСФСР.
  - Генри Пирс (р. 1905), австралийский гребец (академическая гребля), двукратный олимпийский чемпион в одиночках (1928, 1932).
- 1980 — Владимир Никаноров (р. 1917), советский футболист (вратарь) и хоккеист, первый капитан сборной СССР по футболу.
- 1988 — Андрей Юмашев (р. 1902), советский лётчик-испытатель, генерал-майор авиации, Герой Советского Союза.
- 1989
  - Гилда Раднер (р. 1946), американская актриса, комедиантка, сценарист и певица.
  - Джон Ричард Хикс (р. 1904), английский экономист, лауреат Нобелевской премии (1972).
- 1996 — Джон Пертви (р. 1919), британский актёр.
- 2000 — Жан-Пьер Рампаль (р. 1922), французский флейтист.

### XXI век
- 2007 — Валентина Леонтьева (р. 1923), диктор телевидения и телеведущая, народная артистка СССР.
- 2008 — Виктор Борцов (р. 1934), актёр театра и кино, народный артист РСФСР.
- 2009
  - покончила с собой Люси Гордон (р. 1980), британская киноактриса и фотомодель.
  - Олег Янковский (р. 1944), актёр театра и кино, кинорежиссёр, народный артист СССР.
- 2011 — Рэнди Сэвидж (наст. имя Рэндалл Марио Поффо; р. 1952), американский рестлер.
- 2012 — Робин Гибб (р. 1949), британский певец и автор песен, участник группы «Bee Gees».
- 2013 — Рэй Манзарек (р. 1939), американский музыкант, продюсер, автор песен, один из основателей группы «The Doors».
- 2014 — Барбара Мюррей (р. 1929), британская актриса.
- 2017 — Наталия Шаховская (р. 1935), виолончелистка, педагог, народная артистка СССР.
- 2019 — Ники Лауда (р. 1949), австрийский автогонщик, трёхкратный чемпион мира в классе «Формула-1».
- 2025
  - Нино Бенвенути (р. 1938), итальянский боксёр в полусреднем и среднем весе, олимпийский чемпион (1960), двукратный чемпион Европы (1957 и 1959).
  - Джордж Вендт (р. 1948), американский актёр и комик.
  - Лесли Дилли (р. 1941), британский (валлийский) арт-директор и художник-постановщик.
  - Майкл Третов (р. 1944), шведский инженер звукозаписи и продюсер. Наиболее известен по работе с группой ABBA.
  - Чан Дык Лыонг (р. 1937), вьетнамский государственный и политический деятель; президент Вьетнама с 1997 по 2006 год.

## Приметы
Купавница. Купальница. Иван-бражник. Нил.
- В этот день купают лошадей в реке. Утром вёдра с водой выставляют на мостки, а в полдень, когда воду согреет солнце, окатываются ей[15].